# タタ・ナノ
タタ・ナノ (TATA nano) はインドの大手自動車メーカー、タタ・モーターズが開発し、2008年1月に発表、同年から2018年まで市販された小型乗用車である。
インドでの自動車普及を目指し、10万ルピー（発表当時のレートで約28万円）という驚異的な廉価での販売を目標として開発された。事実、2008年時点において、世界で最も安価な新車価格の4ドア乗用車である。
ナノの発表以前、インド最安価だった乗用車は20万ルピーで販売されたマルチ・スズキ・インディアの「マルチ・800」で、その半額を標榜したナノが2008年1月の北米国際オートショーに出展された際には、多くの注目を集めた。

## 製品発表・反応
「10万ルピーカー」構想は、タタグループの会長であるラタン・タタが、「2003年に10万ルピーで買える車を計画している」と発言したことから明らかになった。10万ルピーカー構想を立てた理由としてラタン・タタは、「1家4人が1台のバイクで移動する日常風景を見て、手ごろな値段で、雨の中でも安全な移動手段を提供したい」と語っていた。
実際、二輪車は大体3万 - 4万ルピー程度であったのに対し、当時インドでもっとも安価なマルチ・スズキの「マルチ・800」は20万ルピーと5倍以上の差があるため、ラタン会長は、その間を埋める車があればもっと多くの消費者がバイクから車に乗り換えられると考えていた。
2008年のインドでは、「新中間層」と呼ばれる世帯年収9万から20万ルピー（2008年5月のレートで、日本円で約25万から56万円）程度の世帯が急増していた。そして10万ルピー（約28万円）という金額は彼ら新中間層の年収1年分程度であり、10万ルピーカー構想はインド版「大衆車」・「国民車」構想であった。
しかしながら、発表当時は10万ルピー程度では、せいぜい原動機付き人力車（簡易なオートリクシャー）か、簡素な軽トラック程度の値段であり、まともな乗用車としての機能を備えた10万ルピーカーなど実現は無理、と噂されていた。この論調は専門家でも同様で、マルチ各車によってインドで最大のシェアを占めていたスズキ会長・鈴木修も、ラタン・タタの構想に対し、「10万ルピーの車は非現実的」と発言していた。
この「不可能」とする世評を覆すように、2008年1月、インド本国のデリー自動車エキスポでナノは発表された。この際のプロモーションでは、先の「10万ルピーの車は非現実的」という発言が幾度となく使われた。

## 発表から発売まで
ラタン会長は、雑誌インタビューで、ナノの性能はようやくインド国内基準をクリアしたところだが、3 - 4年後にはナノを他国の基準に適合させて輸出したいと答えた。
だが、ナノの発表後、環境は大きく変化し、ナノが当初の期待に応えられるかは難しい状況に陥った。世界的な原材料価格の上昇は、ナノへの大きな不安要素となっている。例えば鋼材の値上がりは他の車も同様だが、ナノは高級な機能と装備を省き半導体などの使用量が少ない分、鋼材が価格に占める割合が他の車よりも高い。したがって、鋼材の値上がりが他の車より収益に響く構造となっている。そのため「車体価格を上げればナノの魅力がなくなるし、価格を維持すれば利益が圧迫される」ジレンマに陥ったという。
また、石油製品の値上がりは、消費者の負担感として影響を与えることが懸念されている。ナノは自動車としては燃費がよいが、オートバイ利用者の買い換えを主な購買層として想定しているため、燃費を比べられる相手はオートバイとなり、どうしても買い換えによって燃料費が増す。
生産拠点も問題となった。当初は西ベンガル州シングルに新工場の建設を予定していたが、工場用地をめぐって当時のインド共産党マルクス主義派州政権が強引な土地収用で全インド草の根会議派を中心とした地元農民による激しい抗議行動を受けたため建設を断念し、代わって当時のグジャラート州首相ナレンドラ・モディの誘いを受けて同州のサナンドに建設することとなったが、発売開始時期は大幅に遅れることとなった。しかし、サナンドの新工場も1年少々という異例のスピードで2010年6月に完成し、年産25万台体制を築けるようになった。
2009年3月23日、タタ・モーターズは正式にナノの発売を発表した。価格は当初の目標であった10万ルピーを若干上回る11万2735ルピー（約21万7000円）からとされた。また、サナンド新工場が稼動する2010年までは本社工場で対応せざるを得ないため、初期ロット分の10万台は予約による抽選販売とされた。
2009年7月17日、ナノの納車が開始された。最初の3台の顧客にはラタン会長自らがキーを手渡した。また、2010年前半に予定しているサナンド工場の操業開始後も、ウッタル・プラデーシュ州パンタナガル工場での生産が続けられることが発表されている。
2010年7月現在、累計出荷台数は5万4129台となっている。
2012年10月、タタ自社長がGMインドなどに在籍の実績のあったカール・スリムに交替。ナノ以降めぼしい新型車が投入されないなどの事情も考慮する必要があるが、ナノの売れ行き不振も原因の一つとなり同年後半よりタタ自は経営不振に陥り、同氏が再建を託される形となった。

## 初代（2009年 - 2016年）
リアエンジン・リアドライブ（RR）方式のモノスペース型4ドア車で、極小タイヤを装着し、舗装路面の走行性能としては必要充分な能力があるとされている。搭載エンジンはアルミ製エンジンブロックの2気筒623cc、重量約600kgで最高速度は105km/h、燃費は20km/L、衝突時安全装置の一部を標準装備している。デザインはロンドンにあるタタチームが手掛けた。
コストダウンのため仕様や装備を最小限に抑え、2008年時点で発表されている基本モデルの仕様は、以下の通り。
- 助手席側のドアミラーがない。
- トランスミッションは4速MTのみで、ATはない。
- ワイパーは1本のみで払拭面積を拡大するためのリンク機構などはない。
- ホイールを止めるナットは3本。
- バックドアがなく、ほぼCピラーの直立したファストバック4ドアセダン。
- ラジオなどのオーディオ装備品やエアコンなどはオプション。
ただし、エアコンやオーディオなどについてはナノのデラックス版（20万ルピー以下）には搭載されるが、それも既製品や汎用品ではなく、機構を簡素化されたものが使われる。
- 総輪ドラムブレーキによるブレーキシステムであり、オプションであってもフロントディスクブレーキの設定はない。
- 一部プラスチックパーツの塗装を省略、ABSやエアバッグもない。
- 寒冷地対応仕様のオプション設定もない。

2009年のジュネーヴ・モーターショーでは、「nano EUROPA」という名称で上記仕様を一部改善した車両が出品された。2010年に欧州市場に投入される。
他の部品もコストダウンのため、複合部分を一体加工しているものも多く（モジュール化）、整備や故障時の対応に課題があるといえる。
2009年7月、欧州仕様のナノがヨーロッパにおける前面および側面衝突テストをパスした。
2013年10月、天然ガス（CNG）とガソリンの両方が使用可能な「Nano CNG emax」を発表。
2014年1月、上級モデルとされる「Nano Twist」を発表。新たに電動パワーステアリング、エンジンコントロールユニット（ECU）などを搭載した。
2016年4月、販売終了。
価格破壊的な10万ルピーの値付けではあったが、生産コストは常時、販売価格を上回ってしまい大赤字であったという。

## 2代目（2015年 - 2018年）
2015年5月19日、フルモデルチェンジ。車名を「GenX Nano」に変更した。
Nano Twistに続き、電動パワーステアリングを標準装備したほか（XEを除く）、全グレードでリアハッチが設けられ5ドアとなったほか、ドアミラーが運転席側のみ装備された従来モデルに対し、助手席側にも装備された。上位グレードの「XMA」「XTA」には「Easy Shift」と名付けられたオートメイテッドマニュアルトランスミッションが搭載される。なおエンジンは従来モデルと変わらない623cc・直列2気筒のまま。
ただし、価格がニューデリー渡しで、最低グレードのXEで199,000ルピーからとなり、事実上「10万ルピーカー」の看板は下ろした形となっている。従来モデルの「Nano CNG emax」「Nano Twist」については2016年4月の販売終了までしばらく併売されたものの、「GenX Nano」も結果的に販売不振のため2018年末までに販売終了となった。

## コンセプトカー
2014年2月、タタ・モーターズはニューデリーオートエクスポに2つのナノツイストコンセプトモデルを出展した。1つはナノツイストアクティブと呼ばれるモデルで、内外装の小変更を行ってハッチバック化（テールゲートが開閉可能になった）したものである。もう1つはカットモデルとして展示され、F-トロニックと呼ばれるマニエッティ・マレリ製の5速オートメイテッドマニュアルトランスミッション (AMT) が搭載されている。

## 出火事故
2009年、インド国内で車両火災が3件報告されたことから、ステアリング付近の電装系に対策を施すこととなった。その後も2010年8月までに3件の火災事故が発生し累計で6件となった。同年5月時点では2009年秋以降の火災事故は「（他者による）燃料パイプの切断」などとしていたが、タタは相次ぐ火災事故を前に「原因を究明し必要な対策を講じる」との声明を発表、声明の中で「何千台ものナノが全く問題なく走っていることも知っておいてほしい」と付け加えた。

## 日本での展示
2009年12月に開催された福岡モーターショーにおいて、日本国内で初めてナノが公開された。日本市場へは投入しないという（初代モデルは日本の保安基準を満たしていないため登録不可、仮に日本へ輸入された場合、初代の時点で全幅が1,480mmを上回るため軽自動車での届け出ができず、総排気量1,000cc以下の小型自動車となる）。

## EVコンセプト
2010年3月、ジュネーブ・モーターショーで、ナノを電気自動車化したコンセプトカーを発表。リチウムイオン電池を搭載し、最高速は110km/h、最大航続距離は160kmの実用性を確保しているという。